# Шастинский (разъезд)
Ша́стинский — железнодорожный разъезд на линии «Обозерская — Беломорск» Архангельского региона Северной железной дороги. Расположена в Онежском муниципальном районе Архангельской области, в 3 км от посёлка Шаста Нименьгского сельского поселения. В самом посёлке находится платформа 205 км.